# Synagogue de Constance (1883-1938)

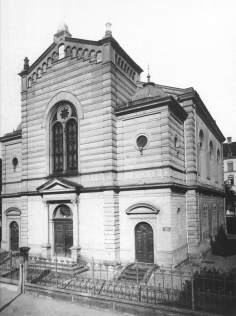
La synagogue vers les années 1930

Constance (en allemand: Konstanz) est une ville du sud de l'Allemagne, enclavée sur la rive méridionale suisse du lac de Constance (Bodensee). Constance a actuellement une population de 81200 habitants.
La synagogue construite en 1883 a été complètement détruite par les nazis en 1938.

## La communauté juive de Constance avant l'arrivée du national-socialisme
Au Moyen Âge de nombreuses familles juives vivent à Constance malgré les persécutions permanentes. Après une épidémie de peste qui ravage la ville, 330 Juifs sont brûlés le 4 janvier 1349 sur le Brühl, une prairie située devant les remparts de la ville.
En 1537 les Juifs sont chassés de la ville et définitivement interdits de séjour à Constance. 
Ce n'est qu'après 1847, qu'ils ont de nouveau le droit de s’installer dans la ville. Mais il faut attendre la mise en application de la loi d'émancipation du 15 octobre 1862 qui garantit la pleine liberté commerciale et industrielle aux Juifs dans toutes les communes badoises pour que la vie juive prenne un nouvel essor à Constance.
En 1863 se crée une nouvelle communauté juive, qui sera reconnue par le ministère d'État badois en 1866. Celle-ci compte déjà 251 membres en 1875, 565 en 1900 (soit environ 2,5 % de la population totale de la ville), 537 en 1925 et encore 488 personnes en 1932.
Parmi eux, beaucoup d'industriels, de commerçants ou de membres de professions libérales qui participent pleinement à l'essor industriel et économique de la ville. La plupart des habitations et des magasins juifs sont regroupés autour du Marktstätte, de la rue Rosgarten, de la rue de la Gare (Bahnhofstrasse) et de la place Bodan. Constance étant un centre touristique important et une ville frontalière, les nazis locaux modèrent relativement leurs activités anti-juives et la vie économique juive est dans un premier temps moins affectée que dans les autres villes d'Allemagne. Mais ceci n'est que provisoire et les persécutions vont rapidement s'intensifier.

## La synagogue

### Sa construction
À partir de 1864, les offices religieux se tiennent successivement dans un petit oratoire situé dans l'ancien hôtel des Faucons, puis dans une salle du musée Rosgarten et à partir de 1873 dans une salle du rez-de-chaussée du théâtre accessible par la ruelle du Lycée.
À partir de 1872 la communauté cherche à construire une synagogue. En 1873, elle achète à l'hôpital communal un terrain situé 19 rue Sigismund. Grâce à de nombreux dons et à l'aide d'un crédit très important remboursable en 40 ans, les travaux peuvent commencer. 
La synagogue est construite selon les plans du Dr Holtzmann, architecte en chef de la ville de Constance. Le 7 septembre 1883 a lieu la pose de la dernière pierre, et le 28 septembre 1883, la synagogue est inaugurée lors d'une grande fête à laquelle assistent de nombreux représentants de l'État et de la municipalité, ainsi que les responsables des communautés juives voisines. Au cours de cette fête, les Tables de la Loi sont scellées au-dessus de l'Arche sainte. Les chants liturgiques sont interprétés par le nouveau chantre Alessandro Geismar.

### Description
L'historien et écrivain Dr Erich Bloch, auteur de L'Histoire des Juifs de Constance au  XIXe et   XXe siècles  décrit ainsi la synagogue :
« La synagogue est dans son ensemble de style roman avec quelques éléments de style Renaissance. Le portail principal est flanqué de part et d'autre de deux constructions moins hautes en forme de tour avec dôme.La synagogue se trouve en retrait par rapport à la rue, protégée par une grille en fer forgé. Elle est entourée sur les côtés et derrière d'un parterre de gazon, avec buissons et arbres. On pénètre dans la synagogue par trois portes.

À l'intérieur, la grande salle se présente sous la forme d'une nef avec de chaque côté un bas-côté.  En face de l'entrée se trouve la chaire de prière et d'homélie à trois niveaux, et dans l'abside l'Arche sainte et au-dessus du chœur, un orgue. À l'étage, la galerie pour les femmes cerne la synagogue sur les deux côtés et au-dessus de l'entrée.
 
L'architecte Holzman fait fabriquer les décorations intérieures par l'artiste-peintre Brasch de Karlsruhe. Les fenêtres sont décorées de peintures ornementales sur verre qui laissent passer une lumière atténuée donnant à l'espace une atmosphère de recueillement. La synagogue forme un pendant artistique à l'église augustinienne voisine. »
Comme l'indique en 1893 la revue juive Allgemeine Zeitung des Judentums, les offices sont célébrés à Constance selon le rite de Mannheim : 
« Les offices sont simples mais cependant solennels et donnent un exemple magnifique de ce que l'on peut obtenir avec de faibles moyens. L'officiant, Mr Geismar est un prédicateur honnête et sérieux. Le chœur mixte chante beaucoup. L'ordre et le calme dans la synagogue sont exemplaires. »
En 1931, la communauté procède à une modernisation complète de la synagogue et à l'installation d'un nouvel orgue.

### L'incendie de 1936
Dans l'après-midi du 1er novembre 1936, un incendie criminel endommage sérieusement la synagogue. L'Arche sainte, l'orgue et quatre bancs-coffres où étaient conservés des châles de prière et des livres sacrés sont détruits avant l'arrivée des pompiers. Le crépi des cloisons et de nombreux bancs sont détériorés. Six des sept rouleaux de Torah déposés dans l'Arche sainte ont brûlé et comme le veut la tradition sont enterrés dans le cimetière juif.

### La destruction en 1938
Dans la nuit du 9 au 10 novembre 1938, lors des pogroms de la Nuit de Cristal, la synagogue est incendiée par le groupe d'intervention Germania de la SS de Radolfzell. Les pompiers ont l'interdiction d'éteindre l'incendie, et ne sont appelés que pour protéger les bâtiments aux alentours et surtout l'église catholique voisine. Au contraire, toutes les fenêtres de la synagogue sont ouvertes afin de créer un appel d'air et activer le feu. La synagogue n'est très rapidement plus qu'un champ de ruines fumantes. 
Le lendemain les autorités nazies organisent des visites de propagande devant la synagogue en ruine pour les classes scolaires.

## La période national-socialiste
En 1938, les enfants juifs sont expulsés des écoles publiques, et la communauté doit ouvrir une école élémentaire pour les accueillir. De nombreux Juifs transfèrent leurs sociétés et leur domicile de l'autre côté de la frontière suisse principalement à Kreuzlingen afin d'éviter l'expropriation de leurs biens.
Le 28 octobre 1938, les Juifs originaires de Pologne qui se sont réfugiés à Constance dans l'espoir de passer en Suisse, sont déportés en Pologne. Après la Nuit de Cristal, les Juifs sont régulièrement arrêtés par la Gestapo et torturés avant d'être envoyés au camp de concentration de Dachau.
Pendant la période nazie, de nombreux Juifs s'installent à Constance dans le but de passer en Suisse : 338 Juifs réussissent ainsi à émigrer vers les États-Unis, la France et la Suisse, et 251 à se réfugier dans d'autres villes allemandes.
Le 20 octobre 1940, 108 habitants juifs sont arrêtés et déportés au camp de concentration de Gurs en France avant d'être transférés à Auschwitz ou Sobibor où la plupart périssent.
Les 44 Juifs de la communauté rattachée de Singen ont tous fui en 1939.

## Le mémorial
Le 15 avril 2005, est dévoilée une stèle commémorant les 108 habitants juifs de Constance qui furent arrêtés le 20 octobre 1940 puis envoyés au camp de concentration de Gurs et dont beaucoup périrent à Auschwitz ou Sobibor. Au côté du maire Horst Frank et des membres du conseil municipal de Constance, les représentants des églises, des classes scolaires ainsi que la plus grande partie de la communauté juive participent au dévoilement de cette stèle.
Le mémorial se situe directement derrière l'église, devant l'endroit où s'élevait la synagogue.

## La communauté juive après la Seconde Guerre mondiale

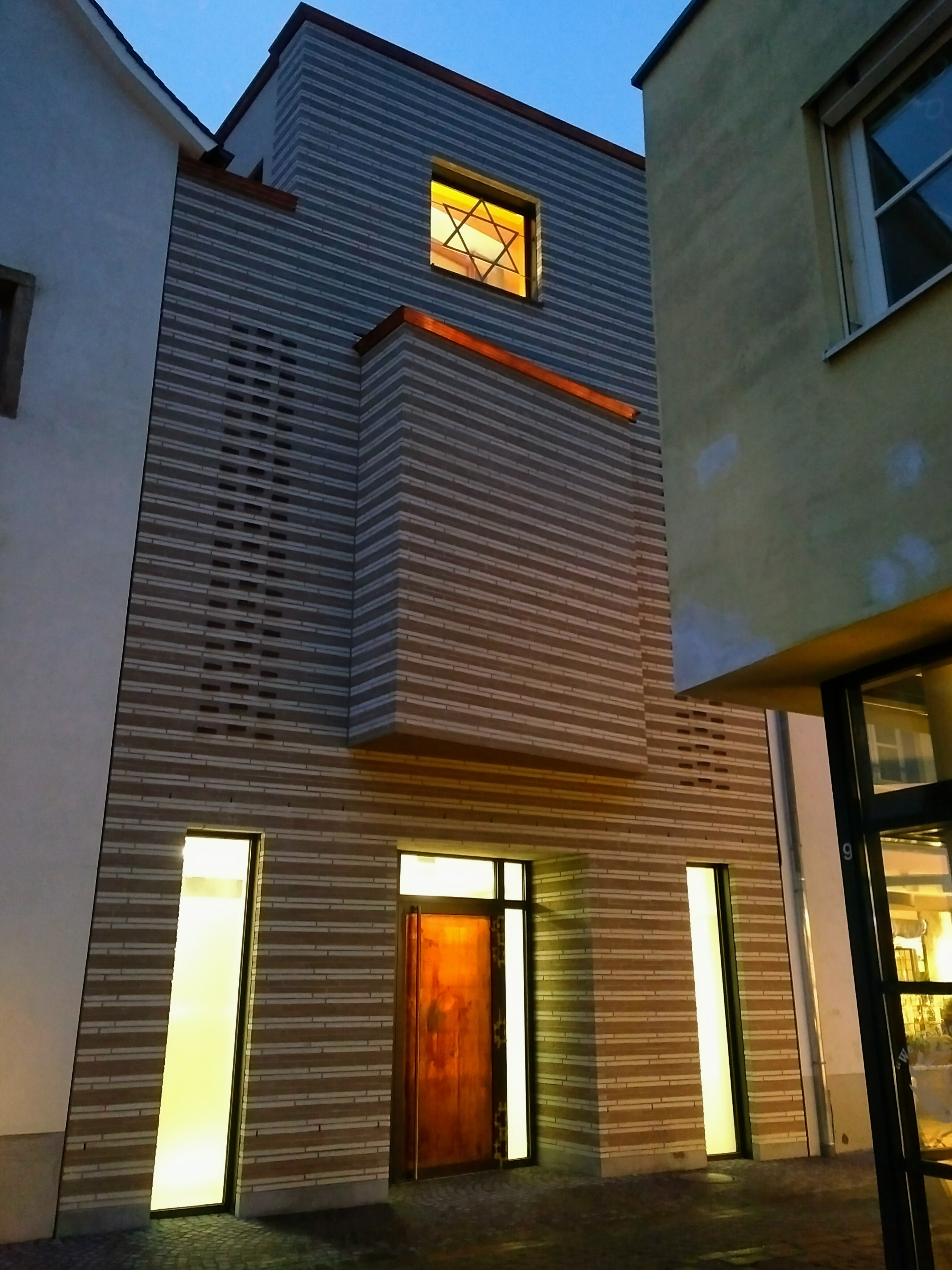
Nouvelle synagogue, Novembre 2019

Dans les années 1960, l'homme d'affaires juif Sigmund Schimon Nissenbaum, président de la nouvelle communauté israélite de Constance, construit à l'emplacement de la synagogue détruite, un immeuble de bureaux. Dans cet immeuble, depuis 1966, un espace est réservé comme salle de prières pour la petite communauté juive renaissante.
Une nouvelle synagogue était programmée depuis 2002, après quelques changements de projet la construction du bâtiment était terminée en novembre 2019.